# توسيع الاتحاد الاقتصادي الأوراسي

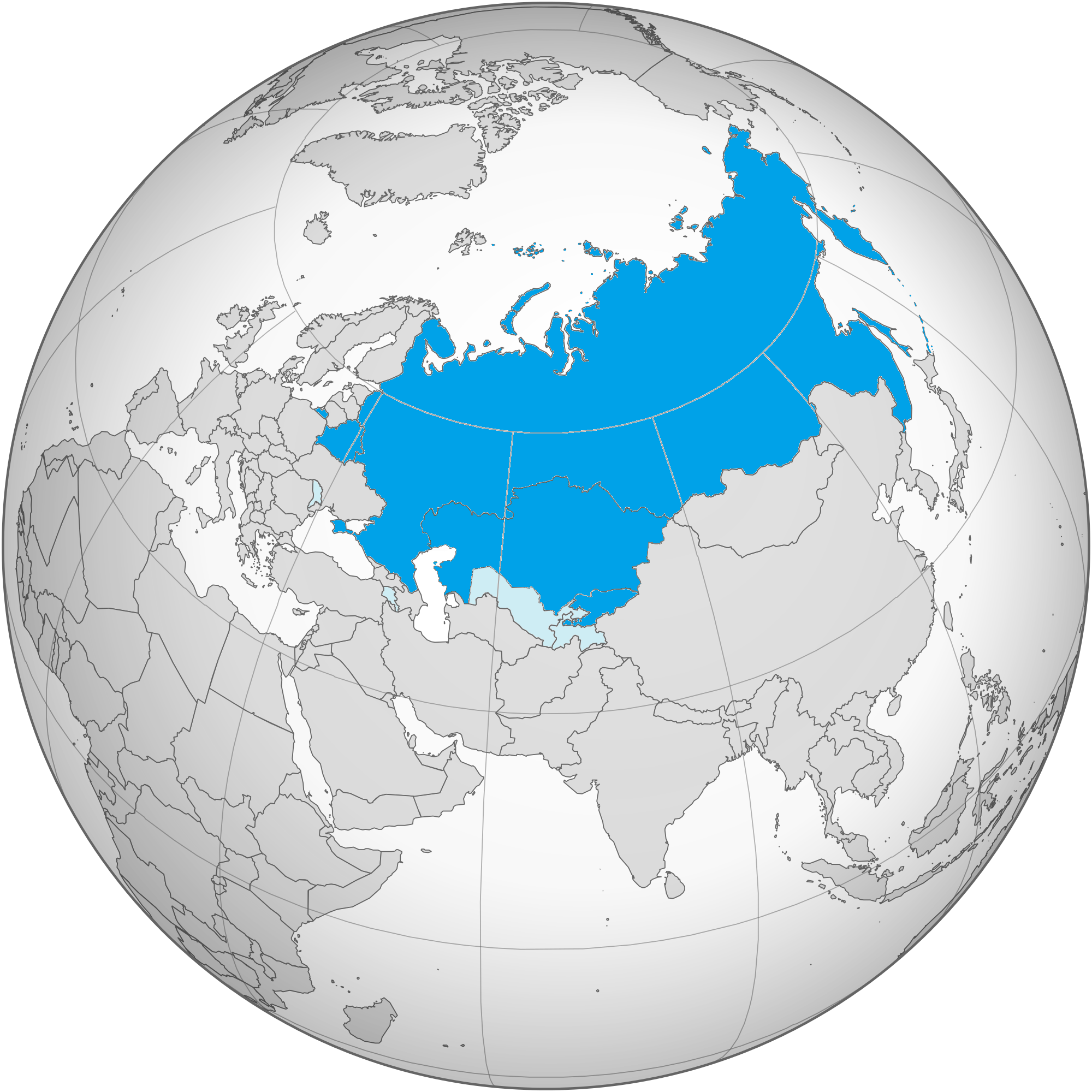
الاندماج في أوروبا آسيا

التوسيع المستقبلي للاتحاد الاقتصادي الأوراسي تحت البحث نظريًا لأي دولة من دول ما بعد الاتحاد السوفيتي وربما أي دولة في أوروبا أو آسيا. يجب على الدولة الراغبة بالانضمام أن تفي بمتطلبات اقتصادية وسياسية معينة. تخضع عملية توسّع الاتحاد أيضًا لموافقة جميع الأعضاء الحاليين واعتماد الدولة المُرشّحة لقوانين الاتحاد الاقتصادي الأوراسي الحالية وتنفيذ القرارات السابقة الصادرة عن اللجنة الاقتصادية الأوروبية الآسيوية. تركّز الأجندة الحالية لتوسيع الاتحاد الاقتصادي الأوراسي في المقام الأول على طاجيكستان. وفي الوقت نفسه، مُنحَت مولدوفا صفة مراقب في أبريل 2017، تلتها أوزبكستان وكوبا في ديسمبر 2020. يُشار إلى عملية التوّسع على أنها تكامل أوراسي. يُستخدَم هذا المصطلح أيضًا للإشارة إلى تكثيف التعاون الاقتصادي بين الدول الأعضاء في الاتحاد الاقتصادي الأوراسي.

## التوسيع السابق

### أرمينيا
في ديسمبر 2012، صرّح الرئيس الأرميني سيرج سركسيان أن التكامل بين كل من الاتحاد الأوروبي ورابطة الدول المستقلة (CIS) وأوراسيا، لا ينبغي أن يكون متنافيًا. ردّت ماجا كوسيجانسيك، المتحدثة باسم الممثلة السامية للاتحاد للشؤون الخارجية والسياسة الأمنية، كاترين أشتون، أنه «إذا انضمت أرمينيا إلى أي اتحاد جمركي، فلن يكون هذا متوافقًا مع إبرام اتفاق التبادل الحر الشامل والمعمق الثنائي بين الاتحاد الأوروبي وأرمينيا لأنّ الاتحاد الجمركي لديه سياسة تجارة خارجية مشتركة ولم يَعد لدولة عضو بمفردها سيطرة سيادية على سياسات التجارة الخارجية».
على الرغم من أن أرمينيا أكملت مفاوضاتها مع الاتحاد الأوروبي من أجل توقيع اتفاقية الشراكة في يوليو 2013، أعلن رئيس أرمينيا سيرج سركسيان في موسكو يوم 3 سبتمبر 2013، أن أرمينيا ستنضم إلى الاتحاد الجمركي لبيلاروسيا وكازاخستان وروسيا. ذكر بيان حكومي روسي أن «أرمينيا قرّرت الانضمام إلى الاتحاد الجمركي واتخاذ الخطوات العملية اللازمة للمشاركة لاحقًا في تشكيل الاتحاد الاقتصادي الأوراسي». وقد وصف هذا القرار على نطاق واسع من قبل وسائل الإعلام الغربية بأنه «منعطف تاريخي». في 2 أكتوبر 2013، صرّح سركسيان في الجمعية البرلمانية لمجلس أوروبا (PACE) أن أرمينيا ما تزال مُستعدَّة للتوقيع على صفقة مع الاتحاد الأوروبي خلال قمة الشراكة الشرقية في فيلنيوس في نوفمبر 2013، خارج نطاق اتفاق التبادل الحر الشامل والمعمق الذي يتعارض مع عضوية أرمينيا في الاتحاد الجمركي الأوراسي. رُفِضَ هذا الاقتراح من قبل الاتحاد الأوروبي ولم يُوقَّع على اتفاق بين أرمينيا والاتحاد الأوروبي في القمة. في 9 أكتوبر 2014، وقعّت أرمينيا معاهدة بشأن انضمامها إلى الاتحاد الاقتصادي الأوراسي وأصبحت أحدث دولة عضو يوم 2 يناير 2015.
على الرغم من أنّ حجم الميزان التجاري بين أرمينيا وأعضاء الاتحاد الأوروبي يتجاوز بكثير الميزان التجاري بينها وأعضاء الاتحاد الجمركي الأوراسي روسيا وبيلاروسيا وكازاخستان مجتمعة، فإن أرمينيا تعتمد على روسيا في المجال الأمني. تنظر أرمينيا إلى تحالفها مع روسيا على أنه يوازن كفة الميزان مع أذربيجان التي زادت إنفاقها العسكري بصورة كبيرة (اشترت أذربيجان دبابات ومدفعيات وقاذفات صواريخ بمليارات الدولارات الأمريكية من روسيا خلال أعوام 2011 و 2012 و 2013). وتعتبر أرمينيا ذلك تهديدًا نظرًا لأن نزاع مرتفعات قره باغ ما يزال دون حل. كما تبقي روسيا على قاعدة عسكرية نشطة في أرمينيا.

#### الدعم والمعارضة
وفقًا لاستطلاع أجرته مؤسسة جالوب الدولية في أكتوبر 2013، يؤيد 64% من الأرمن عضوية أرمينيا في الاتحاد. أعلنت الفصائل السابقة في الجمعية الوطنية الأرمنية إما دعمها أو عدم معارضتها لقرار الحكومة الأرمينية بالانضمام إلى الاتحاد، بينما يفضل البعض الآخر إطلاق مفاوضات الانضمام للاتحاد الأوروبي. في غضون ذلك، صرح ليفون تير-بيتروسيان، رئيس أرمينيا الأول وزعيم المؤتمر الوطني الأرمني، خلال تجمع حاشد في 1 مارس 2014 أن القرار لا رجوع فيه. أكّد تير-بيتروسيان في تجمّع حاشد في أكتوبر 2014 أن عضوية أرمينيا هي «عملية لا رجعة فيها» وأصبحت الآن أمر واقع. «لم يقل قط أن الدخول في الاتحاد مكسب. وبدلًا من ذلك، اتّهم المعارضين له بـعدم المسؤولية». واستشهد «بمثال الأحداث في أوكرانيا (الحرب في دونباس)، التي خسرت الكثير بسبب فشلها في الموافقة على الانضمام إلى «الاتحاد السوفيتي الجديد»، ويمكن أن يحدث الشيء نفسه لأرمينيا». صرح تير بتروسيان: «هل من الصعب حقًا أن نفهم أنه في مثل هذه الحالة ستختفي بلادنا ببساطة من خريطة العالم ... حتى الغرب يتعامل مع قرار أرمينيا بتعاطف، بينما تحاول مجموعة من الناس هنا إثبات عكس ذلك ودفع باتجاه حركة مناهضة لروسيا».
من بين أبرز المعارضين لعضوية أرمينيا في الاتحاد وزراء الخارجية الأربعة السابقون: رافي هووانیسیان (1991-1992)، فاهان بابازيان (1993-1996)، ألكسندر أرزومانيان (1996-1998) وفارتان أوسكانيان (1998 -2008). صرّح هووانیسیان، الذي احتل المرتبة الثانية رسميًا في الانتخابات الرئاسية لعام 2013، أنّ انضمام أرمينيا إلى الاتحاد الأوراسي «يحدّ من سيادتها». وعارض حزب هووانیسیان Heritage عضوية أرمينيا في الاتحاد. من السياسيين البارزين الآخرين الذين أعربوا عن معارضتهم رئيس الوزراء السابق آرام سركسيان والمنشق السوفيتي باروير هايريكيان، الذي دعا حزبه «الاتحاد من أجل تقرير المصير الوطني» أرمينيا إلى سحب عضويتها من الاتحاد الأوراسي. صرّح رئيس الوزراء السابق هرانت باغراتيان، على الرغم من عدم معارضة الاتحاد بقوة، أن أرمينيا «مُستحاطة» بالاتحاد وليست «ضيفًا مرحبًا به» هناك.
في ديسمبر 2014، صرّح أرارات زورابيان زعيم حزب الحركة الوطنية الأرمنية أنّ: «عضوية أرمينيا في الاتحاد الاقتصادي الأوراسي هي بداية انهيار أرمينيا».
في 24 فبراير 2017، صرّح ديكران سركسيان، رئيس اللجنة الاقتصادية الأوراسية، أنّ أرمينيا تقف موقف التعاون والعمل المشترك مع كل من الاتحاد الأوروبي والاتحاد الأوراسي. وأضاف سركسيان أنّه على الرغم من أن أرمينيا جزء من الاتحاد الأوراسي، فإنّ اتفاقية الشراكة الشاملة والمُعزّزة المُعدّلة حديثًا بين أرمينيا والاتحاد الأوروبي سيتم الانتهاء منها في نوفمبر 2017.
قبل الانتخابات البرلمانية الأرمينية 2018، قامت العديد من الأحزاب السياسية بحملات تضمنت أجندة الموالية الأوروبية. دعمت تلك الأحزاب على سبيل المثال حزب أرمينيا الساطعة والحزب الجمهوري وحزب سيادة القانون والديمقراطيين الأحرار والحزب الأوروبي لأرمينيا، دعمت انسحاب أرمينيا من الاتحاد الأوراسي ودعوا إلى إعادة التفاوض على اتفاقية الشراكة بما في ذلك اتفاق التبادل الحر الشامل والمعمق مع الاتحاد الأوروبي.
حدد استطلاع عام 2018 الذي أجرت الدول الشرقية المجاورة للأعضاء في الاتحاد الأوروبي أن 70% من الناس في أرمينيا يثقون في الاتحاد الأوروبي (بزيادة 5% عن عام 2017)، بينما تراجعت الثقة في الاتحاد الاقتصادي الأوراسي (48%). 
في وفمبر 2020، نظّم الحزب الأوروبي لأرمينيا والاتحاد من أجل تقرير المصير الوطني وحزب ساسنا تسرير القومي الأرمني، مسيرة وسط يريفان. طالبت الأحزاب الثلاثة إلى بنهوض أرمينيا ذات السيادة الحقيقية من خلال إنهاء الاحتلال السياسي الروسي، بينما يحدث التقارب مع أوروبا. كما دعا ديكران خزماليان، رئيس الحزب الأوروبي لأرمينيا، أرمينيا إلى الانسحاب من التحالف العسكري لمنظمة معاهدة الأمن الجماعي.

#### جمهورية أرتساخ
لم تدخل دولة جمهورية أرتساخ الانفصالية الاتحاد الأوراسي عند انضمام أرمينيا في يناير 2015. ومع ذلك، أكدت حكومة أرمينيا أنه لن تُنشَأ نقطة تفتيش جمركية تحت أي ظرف من الظروف بين أرمينيا وأرتساخ.